# ЦНИИАГ
Центральный научно-исследовательский институт автоматики и гидравлики (ЦНИИАГ) — научно-исследовательский институт по созданию высокоточных систем управления летательными аппаратами.В настоящее время институт находится под санкциями стран Евросоюза, США и ряда других стран.

## История
Был образован в 1949 году. Базой для создания института были НИИ-20 МОП, ВЭИ МЭП, НИИ-10 МСП, которые занимались системами дистанционного управления сухопутных и морских артиллерийских и зенитных установок. Первоначальное название института (до марта 1966 года) — ЦНИИ-173.
Занимается разработкой и созданием высокоточных систем управления, применяемых в ракетных комплексах «Искандер», «Тополь-М», «Булава».
Кроме оборонной тематики, институт занимается разработками устройств, используемых в медицине — система гипертермии злокачественных опухолей «Гиперон», комплекс по диагностике патологии глазных заболеваний, создание материалов для протезирования в челюстно-лицевой хирургии.
В 2012 году проведено акционирование института. Теперь это акционерное общество — АО «ЦНИИАГ». Всего за время работы Центральный научно-исследовательский институт автоматики и гидравлики его коллективом было создано около 200 различных систем для военных комплексов.
В настоящее время в ЦНИИАГ проводится модернизация производственной базы предприятия в соответствии программой по перевооружению оборонных предприятий РФ «Развитие ОПК Российской Федерации на период до 2015 года».
В АО «ЦНИИАГ» есть своя очная и заочная аспирантура.

## Разработки
В 1950—1960-х годах институт разрабатывал электрические и электрогидравлические системы наведения зенитных артиллерийских установок, приводы корабельных артиллерийских установок, системы стабилизации танкового вооружения, системы приводов стартовых комплексов баллистических ракет на Байконуре, в 1970—1980-х годах — гидроприводы самоходных миномётов, системы дистанционного управления ПТУРС, системы управления танковым огнём; рулевые приводы баллистических ракет, гидроприводы самоходных пусковых установок и др.
В 1990 годы были разработаны унифицированные подвижные пункты подготовки информации и командно-штабные машины с проводными и радиолиниями связи, встроенными в компьютерах системами защиты информации.
Устройства, разработанные в институте, входят в состав высокоточных ракетных комплексов «Точка-У» и «Ока», баллистических ракет РКСВ «Аэрофон», беспилотных летательных аппаратов и др.

## Руководство
Первый директор ЦНИИАГ — Л. В. Смирнов (1949—1951). В 1956—1969 годах институт возглавлял И. И. Погожев.
В настоящее время Генеральный директор и главный конструктор ЦНИИАГ — Шаповалов Анатолий Борисович.

## Санкции
3 марта 2022 года, на фоне вторжения России на Украину, институт попал под санкции США в качестве ответа на «преднамеренную, неспровоцированную войну России против Украины», отмечая что «предприятие проектирует, разрабатывает и производит оружие, которое путинские военные используют для нападения на Украину» В частности, институт производит ракеты для российских военных. Ранее, в декабре 2020 года, институт попадал под торговые экспортные ограничения: ЦНИИАГ внесли в список предприятий, «конечным потребителем продукции которых являются военные» и чья деятельность «противоречит национальной безопасности или интересам США в международной политике».
8 апреля 2022 года институт попал под санкции Канады как организация которая оказывала косвенную или прямую поддержку российским военным «является соучастником боли и страданий, вызванных бессмысленной войной Владимира Путина в Украине».
19 октября 2022 года ЦНИИАГ попал под санкции Украины «в ответ на умышленное и неспровоцированное вторжение России в Украину»
По аналогичным основаниям ЦНИИАГ находится под санкциями всех стран Евросоюза, Японии, Швейцарии, Австралии и Новой Зеландии.

## Награды
- Орден Октябрьской Революции
- Орден Трудового Красного Знамени

## Прочее
- В 2023 году являлся титульным партнёром футбольного клуба «Крылья Советов»[10]